# 库奇游动菌属
库奇游动菌属，也译为科奇氏游动菌属，为小单孢菌科的一属微生物。此属的模式种为青蓝库奇游动菌(Couchioplanes caeruleus)。

## 下属物种
- 青蓝库奇游动菌 Couchioplanes caeruleus (Horan and Brodsky 1986) Tamura et al. 1994